# Andrea Gabrielli
Andrea Gabrielli (Cittadella, 27 ottobre 1957) è un imprenditore e dirigente sportivo italiano, presidente del Cittadella del Gruppo Gabrielli e della SO.FI.DA. (Società Finanziaria Distribuzione Acciaio). Dal 2005 al 2009 è stato presidente di Assofermet Acciai.

## Biografia
Imprenditore nel ramo siderurgico, guida assieme ai suoi fratelli la Gabrielli S.p.A. di Cittadella, azienda fondata dal padre Angelo Gabrielli.
Dal 2009 è il presidente del Cittadella, squadra di calcio della provincia di Padova che milita in Serie B.